# Bless
"Bless" é o trigésimo sétimo single da banda japonesa de rock L'Arc~en~Ciel, lançado em 27 de janeiro de 2010. Foi usada como música tema da transmissão das Olimpíadas de Vancouver de 2010 pela NHK.

## Recepção
"Bless" atingiu a 2ª posição no Oricon Singles Chart, vendendo 80.859 cópias na primeira semana.

## Faixas
Todas as faixas escritas e compostas por Hyde. 
| N.º            | Título                                                       | Duração |  |
| 1.             | "Bless"                                                      | 3:34    |  |
| 2.             | "Bless -Concerto-"                                           | 3:50    |  |
| 3.             | "Route 666 -2010-" (P'unk~en~Ciel)                           | 3:52    |  |
| 4.             | "Bless (Hydeless Version)"                                   | 3:52    |  |
| 5.             | "Route 666 -2010- (T.E.Z P'unkless Version)" (P'unk~en~Ciel) | 3:52    |  |
| Duração total: | Duração total:                                               | 22:52   |  |

## Desempenho
| Parada (2010)        | Melhor posição |
| -------------------- | -------------- |
| Oricon Singles Chart | #2             |

## Ficha técnica
- Hyde – vocais
- Ken – guitarra
- Tetsuya – baixo
- Yukihiro – bateria